# Monheim-Gesetz
Monheim-Gesetz ist der Kurzname für das Gesetz über Gebietsänderungen im Neugliederungsraum Düsseldorf vom 1. Juni 1976. Durch das Gesetz erlangte die Stadt Monheim wieder ihre Selbständigkeit, die sie mit Wirkung vom 1. Januar 1975 verloren hatte. Sie wurde dem Kreis Mettmann zugeordnet. Außerdem wurde in diesem Gesetz ein Gebietsaustausch zwischen den Städten Krefeld und Kempen, Kreis Viersen, festgelegt.

## Kurzbeschreibung
| § 1  | Gebietsaustausch zwischen der kreisfreien Stadt Krefeld und der Stadt Kempen, Kreis Viersen                                                             |
| § 2  | Wiedererrichtung der Stadt Monheim, Kreis Mettmann |
| § 3  | Zuordnung der Stadt Monheim zum Amtsgericht Düsseldorf                                                                                                  |
| § 4  | Auflösung der Räte der kreisfreien Stadt Düsseldorf und des Kreises Mettmann                                                                            |
| § 5  | Abtretung von Beamten, Angestellten, Arbeitern und Auszubildenden von der Stadt Düsseldorf an die Stadt Monheim                                         |
| § 6  | Zuordnung der von der Stadt Düsseldorf in den einstweiligen Ruhestand versetzten Beamten zur Stadt Monheim                                              |
| § 7  | Bildung von Personalkommissionen und Vorbereitung von Personalratswahlen                                                                                |
| § 8  | Regelungen für die Haushaltsführung der Städte Düsseldorf und Monheim                                                                                   |
| § 9  | Regelungen für die Wahl der Mitglieder der Stadt Düsseldorf und des Kreises Mettmann in den Bezirksplanungsrat beim Regierungspräsidenten in Düsseldorf |
| § 10 | Bestätigung der Bestimmungen der Aufsichtsbehörde |
| § 11 | Inkrafttreten am 1. Juli 1976 |